# Matthew Halliday
Matthew Halliday, född den 14 juni 1979 i Auckland, Nya Zeeland, är en nyzeeländsk racerförare.

## Racingkarriär
Halliday blev sexa i Indy Lights 2001, men nådde inga större framgångar året därpå i klassen, utan bytte till Formel Renault V6 för 2003. Han tog två pallplaceringar, och slutade åtta i sammandraget. Under de följande två åren gjorde han inhopp för Nya Zeeland i A1GP, och körde endurancerace i V8 Supercar, men 2006 var han tillbaka i en V6-Renault, den här gången i den asiatiska serien. Han slutade tvåa totalt bakom indiern Karun Chandhok. 2007 körde han tre tävlingar i Champ Car med bergänsade framgångar, samtidigt som han har kört endurancerace i Supercarserien utan större lycka.